# Théodule-Armand Ribot
Théodule-Armand Ribot (Guingamp, 18 de dezembro de 1839 — Paris, 9 de dezembro de 1916), psicólogo francês nascido en Guingamp, estudou no Liceo de San Brieuc (Lycée de St Brieuc). O sistema de interpretação para o ator de Constantin Stanislavski utiliza algumas de suas teorias.
Em 1862, entra na École Normale Supérieure. Em 1885 ministra palestras na Sorbonne sobre psicologia experimental e, em 1888 foi apontado como professor de Psicologia Experimental no College of France. Sua tese de doutorado, republicada em 1882, Hérédité: étude psychologique(Hereditariedade: Estudo Psicológico) (5th ed., 1889), é seu livro mais importante e mais conhecido.

## Psicologia Experimental
A partir do estudo dos métodos experimentais analisou um grande número de peculiaridades herdadas. Dedicou especial atenção ao elemento físico da vida mental, ignorando todo fator espiritual ou não material do ser humano.
Entre suas obras estão a La Psychologie anglaise contemporaine: l'école expérimentale (A Psicología Inglesa Contemporânea: A Escola Experimental) (1870), além de numerosos artigos, escreveu também sobre Arthur Schopenhauer, Philosophie de Schopenhauer (1874; 7ª ed, 1896) (Filosofía de Schopenhauer) e sobre a psicologia contemporânea na Alemanha (La Psychologie Allemande Contemporaine, 1879; 13ª ed, 1898) (A Psicología Alemã Contemporánea).
Publicou quatro pequenas monografías: Les Maladies de la mémoire (1881; x3ª ed, 1898) (As Enfermidades da Memória), De la volonté (1883; 14ª ed, 1899) (Da Vontade), De la personnalité (1885; 8ª ed, 1899) (Da Personalidade) y La Psychologie de l'attention (1888) (A Psicología da Atenção), com as quais trouxe muitos dados úteis ao estudo das enfermidades mentais.

### Obras
- La Psychologie anglaise contemporaine: l'école expérimentale (1870), última reedição 2003
- L'Hérédité.Étude psychologique (1873)
- La Philosophie de Schopenhauer (1874)
- La Psychologie allemande contemporaine (1879)
- Les Maladies de la mémoire (1881), última reedição  2005
- Les Maladies de la volonté (1882), 25a. edição 1909
- Les Maladies de la personnalité (1885), última reedição  2001
- La Psychologie du raisonnement : recherches expérimentales par l’hypnotisme (1886), última reedição  2005
- Le Fétichisme dans l’amour (1887), última reedição  2001
- La Psychologie de l'attention (1888)
- Psychologie des grands calculateurs et des joueurs d’échecs (1894), última reedição 2005
- La Psychologie des sentiments (1896)
- 5a. ed. 1919 L'Evolution des idées genérales (1897)
- Essai sur l'imagination créatrice (1900)
- La Suggestibilité (1900), última reedição  2005
- Les Obsessions et la psychasthénie (1903), última reedição  2005
- L’étude expérimentale de l’intelligence (1903), última reedição  2004
- La Logique des sentiments  (1904)
- Essai sur les passions (1906)
- Problèmes de psychologie affective (1910)
- Les idées modernes sur les enfants (1911), última reedição  2001
- La vie inconsciente et les mouvements (1914)
- Les Médications psychologiques (1919), última reedição 2007

Português
- Doenças da vontade. Lisboa : Francisco Luiz Goncalves, 1911
- As doenças da memória. Lisboa : Empresa Literária Fluminense, 1915

Espanhol
- Psicologia de los sentimentos. Buenos Aires : Albatros, 1945

Inglês
- English Psychology (1873)
- Heredity: a Psychological Study of its Phenomena, Laws, Causes, and Consequences (1875)
- Diseases of Memory: An Essay in the Positive Psychology (1882)
- Diseases of the Will (New York, 1884) , (tr. MM Snell) Open Court Publishing, Chicago 1894;  3rd ed., 1903)
- German Psychology of to-day, tr. JM Baldwin (New York, 1886)
- The Psychology of Attention (Open Court Publishing Company, Chicago, 1890)
- Diseases of Personality (Chicago, 1895)
- The Psychology of the Emotions (1897)
- The Evolution of General Ideas, tr. FA Welby (Chicago, 1899)
- Essay on the Creative Imagination, tr. AHN Baron (1906).